# Leptodactylus pallidirostris
Leptodactylus validus là một loài ếch trong họ Leptodactylidae. Tên gọi bản địa của nó là sapito rostro-palido ("pale-snouted toadlet").
Nó được tìm thấy ở Brasil, Guyane thuộc Pháp, Guyana, Suriname, Venezuela, và có thể Colombia. Các môi trường sống tự nhiên của chúng là các khu rừng khô nhiệt đới hoặc cận nhiệt đới, sông, đầm nước ngọt có nước theo mùa, đất canh tác, vùng đồng cỏ, và các khu rừng trước đây bị suy thoái nặng nề. Nó không được xem là bị đe dọa theo IUCN.